# Kallmünz
Kallmünz é um município da Alemanha, situado no distrito de Ratisbona, no estado da Baviera. Tem 43,19 km² de área, e sua população em 2019 foi estimada em 2.799 habitantes.